# Japan Open Tennis Championships 2023
Il Japan Open Tennis Championships 2023 è stato un torneo di tennis che si è giocato sul cemento. È stata la 49ª edizione del torneo, facente parte della categoria ATP Tour 500 nell'ambito dell'ATP Tour 2023. Il torneo si è disputato all'Ariake Coliseum di Tokyo, Giappone, dal 15 al 22 ottobre 2023.

## Partecipanti al singolare

### Teste di serie
| Nazionalità | Giocatore             | Ranking* | Testa di serie |
| ----------- | --------------------- | -------- | -------------- |
| Stati Uniti | Taylor Fritz          | 8        | 1              |
| Norvegia    | Casper Ruud           | 9        | 2              |
| Germania    | Alexander Zverev      | 10       | 3              |
| Australia   | Alex de Minaur        | 11       | 4              |
| Stati Uniti | Tommy Paul            | 12       | 5              |
| Stati Uniti | Frances Tiafoe        | 13       | 6              |
|             | Karen Chačanov        | 14       | 7              |
| Canada      | Félix Auger-Aliassime | 15       | 8              |

* Ranking al 2 ottobre 2023.

### Altri partecipanti
I seguenti giocatori hanno ricevuto una wildcard per il tabellone principale:
- Shintaro Mochizuki
- Sho Shimabukuro
- Yosuke Watanuki

I seguenti giocatori sono entrati nel tabellone principale passando dalle qualificazioni:

- Cristian Garín
- Marcos Giron
- Jack Draper
- Tarō Daniel

### Ritiri
Prima del torneo
- Andy Murray → sostituito da  Sebastian Ofner
- Kei Nishikori → sostituito da  Zhang Zhizhen
- Milos Raonic → sostituito da  Christopher O'Connell

## Partecipanti al doppio

### Teste di serie
| Nazione     | Giocatore         | Nazione     | Giocatore         | Ranking* | Testa di serie |
| ----------- | ----------------- | ----------- | ----------------- | -------- | -------------- |
| India       | Rohan Bopanna     | Australia   | Matthew Ebden     | 15       | 1              |
| Spagna      | Marcel Granollers | Argentina   | Horacio Zeballos  | 27       | 2              |
| El Salvador | Marcelo Arévalo   | Paesi Bassi | Jean-Julien Rojer | 33       | 3              |
| Belgio      | Sander Gillé      | Belgio      | Joran Vliegen     | 37       | 4              |

* Ranking al 2 ottobre 2023.

### Altri partecipanti
Le seguenti coppie di giocatori hanno ricevuto una wildcard per il tabellone principale: 
- Toshihide Matsui /  Kaito Uesugi
- Sho Shimabukuro /  Yosuke Watanuki

La seguente coppia di giocatori è passata dalle qualificazioni:
- Taisei Ichikawa /  Masamichi Imamura

Le seguenti coppie di giocatori sono entrate in tabellone come lucky loser:
- Kaichi Uchida /  Yasutaka Uchiyama
- Shintaro Mochizuki /  Rio Noguchi
- Seita Watanabe /  Takeru Yuzuki

### Ritiri
Prima del torneo
- Rohan Bopanna /  Matthew Ebden → sostituiti da  Kaichi Uchida /  Yasutaka Uchiyama
- Marcel Granollers /  Horacio Zeballos → sostituiti da  Shintaro Mochizuki /  Rio Noguchi
- Alexei Popyrin /  Aleksandar Vukic → sostituiti da  Seita Watanabe /  Takeru Yuzuki
- Hugo Nys /  Jan Zieliński → sostituiti da  Ben McLachlan /  Yoshihito Nishioka

## Campioni

### Singolare
Ben Shelton ha sconfitto in finale  Aslan Karacev con il punteggio di 7-5, 6-1.
• È il primo titolo in carriera per Shelton.

### Doppio
Rinky Hijikata /  Max Purcell hanno sconfitto in finale  Jamie Murray /  Michael Venus con il punteggio di 6-4, 6-1.